# Spongia zimocca
Spongia zimocca är en svampdjursart som beskrevs av Schmidt 1862. Spongia zimocca ingår i släktet Spongia och familjen Spongiidae.
Artens utbredningsområde är Grekland. Inga underarter finns listade i Catalogue of Life.